# ماكدونيل دوغلاس تي-45 قوزهوك
ماكدونيل دوغلاس تي-45 قوزهوك الآن بوينغ تي-45 قوزهوك (بالإنجليزية: McDonnell Douglas T-45 Goshawk)‏ هي طائرة تدريب ذات صيغة معدلة للغاية لطائرة التدريب البري النفاث من طراز بي أيه إي هوك والتي تنتجها شركة بي أيه إي سيستمز البريطانية. وتصنع من قبل شركة ماكدونيل دوغلاس (الآن بوينغ) وشركة بريتش ايروسبيس البريطانية (الآن بي أيه إي سيستمز)، وتي-45 تستخدم من قبل بحرية الولايات المتحدة كطائرة تدريب على حاملات الطائرات.
أنتجت في 1988 بالولايات المتحدة. من صناعة ماكدونيل دوغلاس. تستخدم بشكل أساسي من قبل بحرية الولايات المتحدة. كان أول طيران لها في 16 أبريل 1988. دخلت الخدمة في 1991، ومازالت في الخدمة حتى الآن. صنع منها 221 طائرة.